# Liste der Bodendenkmäler in Reichenberg (Unterfranken)
Auf dieser Seite sind die Bodendenkmäler in dem unterfränkischen Markt Reichenberg zusammengestellt. Diese Tabelle ist eine Teilliste der Liste der Bodendenkmäler in Bayern. Grundlage ist die Bayerische Denkmalliste, die auf Basis des Bayerischen Denkmalschutzgesetzes vom 1. Oktober 1973 erstmals erstellt wurde und seither durch das Bayerische Landesamt für Denkmalpflege geführt wird. Die folgenden Angaben ersetzen nicht die rechtsverbindliche Auskunft der Denkmalschutzbehörde.

## Bodendenkmäler in Reichenberg

### Gemarkung Albertshausen
| Lage                     | Objekt | Akten-Nr.     | Bild |
| ------------------------ | --- | ------------- | ---- |
| Albertshausen (Standort) | Siedlung der jüngeren Latènezeit. | D-6-6225-0291 |      |
| Albertshausen (Standort) | Siedlung des Mittelneolithikums und der Urnenfelderzeit.                                                                                                 | D-6-6225-0292 |      |
| Albertshausen (Standort) | Siedlung der Urnenfelderzeit. | D-6-6325-0191 |      |
| Albertshausen (Standort) | Erdstall mittelalterlicher Zeitstellung. | D-6-6325-0210 |      |
| Albertshausen (Standort) | Archäologische Befunde im Bereich der frühneuzeitlichen Evangelisch-Lutherischen Pfarrkirche von Albertshausen mit Körperbestattungen im Kircheninneren. | D-6-6325-0284 |      |
| Albertshausen (Standort) | Archäologische Befunde im Bereich des abgegangenen mittelalterlichen Wasserschlosses in Albertshausen.                                                   | D-6-6325-0285 |      |

### Gemarkung Fuchsstadt
| Lage                  | Objekt | Akten-Nr.     | Bild |
| --------------------- | --- | ------------- | ---- |
| Fuchsstadt (Standort) | Siedlung der Linearbandkeramik, des Jung- und Endneolithikums und der Späthallstatt-/Frühlatènezeit.                                                                                | D-6-6225-0007 |      |
| Fuchsstadt (Standort) | Siedlung der Urnenfelder- und Hallstattzeit. | D-6-6225-0160 |      |
| Fuchsstadt (Standort) | Siedlung des Mittelneolithikums, der Urnenfelder-, Hallstatt- und der jüngeren Latènezeit, Körpergräber vermutlich der jüngeren Latènezeit.                                         | D-6-6225-0161 |      |
| Fuchsstadt (Standort) | Siedlung vor- und frühgeschichtlicher Zeitstellung. | D-6-6225-0163 |      |
| Fuchsstadt (Standort) | Siedlung der Linearbandkeramik, des Mittelneolithikums und der Hallstattzeit sowie neolithische Körpergräber.                                                                       | D-6-6225-0166 |      |
| Fuchsstadt (Standort) | Siedlung vermutlich der Linearbandkeramik. | D-6-6225-0304 |      |
| Fuchsstadt (Standort) | Archäologische Befunde im Bereich der frühneuzeitlichen ehemalige Synagoge von Fuchsstadt.                                                                                          | D-6-6225-0328 |      |
| Fuchsstadt (Standort) | Körpergräber der Urnenfelderzeit und Siedlung vor- und frühgeschichtlicher Zeitstellung.                                                                                            | D-6-6325-0089 |      |
| Fuchsstadt (Standort) | Siedlung und Brandgräber der Urnenfelderzeit sowie Siedlung der Hallstatt- und der Latènezeit.                                                                                      | D-6-6325-0090 |      |
| Fuchsstadt (Standort) | Siedlung der Urnenfelderzeit. | D-6-6325-0092 |      |
| Fuchsstadt (Standort) | Siedlung des Mittelneolithikums, der Urnenfelderzeit, der Hallstattzeit und der älteren Latènezeit.                                                                                 | D-6-6325-0094 |      |
| Fuchsstadt (Standort) | Siedlung der Urnenfelderzeit und der jüngeren Latènezeit. | D-6-6325-0095 |      |
| Fuchsstadt (Standort) | Verebnete Grabhügel vorgeschichtlicher Zeitstellung. | D-6-6325-0167 |      |
| Fuchsstadt (Standort) | Siedlung der Urnenfelderzeit und der Großromstedter Kultur. | D-6-6325-0189 |      |
| Fuchsstadt (Standort) | Siedlung des Neolithikums und vermutlich der Bronzezeit und Urnenfelderzeit. | D-6-6325-0209 |      |
| Fuchsstadt (Standort) | Verebnete Grabhügel der Hallstattzeit. | D-6-6325-0286 |      |
| Fuchsstadt (Standort) | Archäologische Befunde im Bereich des mittelalterlichen und frühneuzeitlichen Vorgängerbaues der Evangelisch-Lutherischen Pfarrkirche von Fuchsstadt mit Körpergräbern im Kirchhof. | D-6-6325-0288 |      |

### Gemarkung Geroldshausen
| Lage                     | Objekt                           | Akten-Nr.     | Bild |
| ------------------------ | -------------------------------- | ------------- | ---- |
| Geroldshausen (Standort) | Siedlung des Mittelneolithikums. | D-6-6325-0033 |      |

### Gemarkung Guttenberger Wald
| Lage                         | Objekt | Akten-Nr.     | Bild |
| ---------------------------- | --- | ------------- | ---- |
| Guttenberger Wald (Standort) | Vorgeschichtliche Grabhügel. | D-6-6225-0171 |      |
| Guttenberger Wald (Standort) | Turmhügel des hohen bis späten Mittelalters, abgebrochenes Jagdschloss des 16.–19. Jahrhunderts, Fundamentreste von zwei nicht fertig gestellten Jagdschlössern des 18. Jahrhunderts sowie mittelalterliche Wüstung Rockenstatt. | D-6-6225-0241 |      |

### Gemarkung Heidingsfeld
| Lage                    | Objekt                                                   | Akten-Nr.     | Bild |
| ----------------------- | -------------------------------------------------------- | ------------- | ---- |
| Heidingsfeld (Standort) | Siedlung der Linearbandkeramik und des Jungneolithikums. | D-6-6225-0100 |      |

### Gemarkung Lindflur
| Lage                | Objekt | Akten-Nr.     | Bild |
| ------------------- | --- | ------------- | ---- |
| Lindflur (Standort) | Siedlung der späten Hallstattzeit und der frühen Latènezeit.                                                                   | D-6-6225-0293 |      |
| Lindflur (Standort) | Untertägige Bauteile der mittelalterlichen, in der frühen Neuzeit erhöhten Evangelisch-Lutherischen Filialkirche von Lindflur. | D-6-6225-0330 |      |

### Gemarkung Reichenberg
| Lage                   | Objekt | Akten-Nr.     | Bild |
| ---------------------- | --- | ------------- | ---- |
| Reichenberg (Standort) | Siedlung der Linearbandkeramik, des Mittelneolithikums, der Urnenfelderzeit, der Hallstattzeit und der Latènezeit. | D-6-6225-0004 |      |
| Reichenberg (Standort) | Siedlung des Mittelneolithikums.                                                                                   | D-6-6225-0148 |      |
| Reichenberg (Standort) | Vorgeschichtliche Grabhügel.                                                                                       | D-6-6225-0149 |      |
| Reichenberg (Standort) | Grabhügel vorgeschichtlicher Zeitstellung.                                                                         | D-6-6225-0150 |      |
| Reichenberg (Standort) | Grabhügel vorgeschichtlicher Zeitstellung.                                                                         | D-6-6225-0151 |      |
| Reichenberg (Standort) | Grabhügel der Hallstattzeit.                                                                                       | D-6-6225-0152 |      |
| Reichenberg (Standort) | Grabhügel vorgeschichtlicher Zeitstellung.                                                                         | D-6-6225-0153 |      |
| Reichenberg (Standort) | Mittelalterlicher ebenerdiger Ansitz.                                                                              | D-6-6225-0154 |      |
| Reichenberg (Standort) | Siedlung der Linearbandkeramik und des Mittelneolithikums.                                                         | D-6-6225-0196 |      |
| Reichenberg (Standort) | Siedlung der Linearbandkeramik.                                                                                    | D-6-6225-0202 |      |
| Reichenberg (Standort) | Siedlung der Linearbandkeramik und Keramik der Urnenfelder-, Hallstatt- oder Latènezeit.                           | D-6-6225-0228 |      |
| Reichenberg (Standort) | Grabhügel vorgeschichtlicher Zeitstellung.                                                                         | D-6-6225-0289 |      |
| Reichenberg (Standort) | Siedlung des Mittelneolithikums.                                                                                   | D-6-6225-0303 |      |
| Reichenberg (Standort) | Archäologische Befunde im Bereich der frühneuzeitlichen Evangelisch-Lutherischen Pfarrkirche von Reichenberg.      | D-6-6225-0323 |      |
| Reichenberg (Standort) | Archäologische Befunde im Bereich des mittelalterlichen und frühneuzeitlichen Schlosses Reichenberg.               | D-6-6225-0324 |      |
| Reichenberg (Standort) | Archäologische Befunde im Bereich der frühneuzeitlichen ehemalige Synagoge von Reichenberg.                        | D-6-6225-0325 |      |
| Reichenberg (Standort) | Archäologische Befunde im Bereich der vermutlich frühneuzeitlichen abgegangenen Alten Kirche bei Reichenberg.      | D-6-6225-0326 |      |
| Reichenberg (Standort) | Untertägige Bauteile der mittelalterlichen und frühneuzeitlichen Hofwüstung Sichelsgrundhof bei Reichenberg.       | D-6-6225-0327 |      |

### Gemarkung Uengershausen
| Lage                     | Objekt | Akten-Nr.     | Bild |
| ------------------------ | --- | ------------- | ---- |
| Uengershausen (Standort) | Siedlung der Linearbandkeramik, des Mittelneolithikums und der jüngeren Latènezeit sowie Grabenwerk vorgeschichtlicher Zeitstellung.               | D-6-6225-0168 |      |
| Uengershausen (Standort) | Grabhügel der Hallstattzeit. | D-6-6225-0169 |      |
| Uengershausen (Standort) | Vorgeschichtliche Grabhügel. | D-6-6225-0170 |      |
| Uengershausen (Standort) | Vorgeschichtliche Grabhügel. | D-6-6225-0172 |      |
| Uengershausen (Standort) | Siedlung der Linearbandkeramik und der Latènezeit.                                                                                                 | D-6-6225-0331 |      |
| Uengershausen (Standort) | Archäologische Befunde im Bereich der frühneuzeitlichen Evangelisch-Lutherischen Pfarrkirche von Uengershausen mit Körperbestattungen im Kirchhof. | D-6-6225-0333 |      |